# Bellegarde-en-Forez
Bellegarde-en-Forez település Franciaországban, Loire megyében. Lakosainak száma 2004 fő (2022. január 1.). Bellegarde-en-Forez Chazelles-sur-Lyon, Cuzieu, Maringes, Saint-André-le-Puy, Saint-Cyr-les-Vignes és Saint-Galmier községekkel határos.

## Népesség
A település népességének változása:
| Lakosok száma | 1043 | 1280 | 1283 | 1775 | 1996 | 1979 | 2004 | 1993 | 1987 | 2004 |
|               | 1968 | 1982 | 1990 | 2006 | 2013 | 2015 | 2017 | 2019 | 2020 | 2022 |